# Patrimoni de la Humanitat a França
L'any 2017, 43 béns havien estat declarats a França, 3 dels quals es localitzen fora del continent europeu, ja que estan a Nova Caledònia, que és territori dependent, a Reunió, departament d'ultramar i a la Polinèsia Francesa. De tots ells:
- 39 són béns culturals.
- 3 són béns naturals (un d'ells a Nova Caledònia, un altre a l'illa de Reunió) .
- Un dels béns és mixt; inscrit amb el nom "Pirineus-Mont Perdut", se situa en territori a banda i banda de la frontera entre França i Espanya, i és, per tant, compartit entre els dos països.
- 4 béns són compartits amb altres països, un amb Bèlgica, un altre amb Espanya i uns altres dos a una denominació multinacional.

A més, França també té declarats béns immaterials entre els que es troben la seva gastronomia o la falconeria, que és compartit amb altres 17 països.

## Béns culturals i naturals
França compta actualment amb els següents llocs declarats com Patrimoni de la Humanitat per la UNESCO:
| | Mont Saint-Michel i la seva badia |   |
| Bé cultural inscrit l'any 1979, extensió l'any 2007. | |   |
| Localització: Normandia i Bretanya | |   |
| \| « \| En el limit de Normandia i Bretanya, enmig d'immenses extensions de sorra assotades pels embats de fortes marees, s'alcen enfilades en un illot rocós l'abadia gòtica benedictina consagrada a l'arcàngel Sant Miquel i el llogaret nascuda a l'empara de les seves muralles. La construcció d'aquesta "meravella de l'Occident" va durar des del segle xi fins al XVI i va ser una veritable gesta tècnica i artística.(UNESCO/BPI)[1] \| » \| | |   |
| « | En el limit de Normandia i Bretanya, enmig d'immenses extensions de sorra assotades pels embats de fortes marees, s'alcen enfilades en un illot rocós l'abadia gòtica benedictina consagrada a l'arcàngel Sant Miquel i el llogaret nascuda a l'empara de les seves muralles. La construcció d'aquesta "meravella de l'Occident" va durar des del segle xi fins al XVI i va ser una veritable gesta tècnica i artística.(UNESCO/BPI) | » |

| | Palau i Parc de Versalles |   |
| Bé cultural inscrit l'any 1979. | |   |
| Localització: Illa de França | |   |
| \| « \| Lloc predilecte de residència de la monarquia francesa entre els regnats de Lluís XIV i Lluís XVI, el palau de Versalles, embellit per successives generacions d'arquitectes, escultors, decoradors i paisatgistes, va ser durant més d'un segle el model de palau reial per excel·lència en tot Europa.(UNESCO/BPI)[2] \| » \| | |   |
| « | Lloc predilecte de residència de la monarquia francesa entre els regnats de Lluís XIV i Lluís XVI, el palau de Versalles, embellit per successives generacions d'arquitectes, escultors, decoradors i paisatgistes, va ser durant més d'un segle el model de palau reial per excel·lència en tot Europa.(UNESCO/BPI) | » |

| | Catedral de Chartres |   |
| Bé cultural inscrit l'any 1979. | |   |
| Localització: Centre - Vall del Loira | |   |
| \| « \| Començada l'any 1145 i recomençada després de l'incendi sofert l'any 1194, la construcció de la catedral de Chartres va finalitzar 26 anys després d'aquest sinistre. Representativa de l'apogeu de l'art gòtic francès, aquesta catedral dotada d'una vasta nau del més pur estil ogival, de pòrtics ornats amb admirables escultures de mitjans del segle xii, i de magnífics vitralls dels segles xii i xiii és una obra mestra excepcionalment ben conservada. (UNESCO/BPI)[3] \| » \| | |   |
| « | Començada l'any 1145 i recomençada després de l'incendi sofert l'any 1194, la construcció de la catedral de Chartres va finalitzar 26 anys després d'aquest sinistre. Representativa de l'apogeu de l'art gòtic francès, aquesta catedral dotada d'una vasta nau del més pur estil ogival, de pòrtics ornats amb admirables escultures de mitjans del segle xii, i de magnífics vitralls dels segles xii i xiii és una obra mestra excepcionalment ben conservada. (UNESCO/BPI) | » |

| Pintures a la Cova de Lascaux Abric de la Madeleine | Llocs prehistòrics i grutes decorades de la vall del Vézère | |   |
| Pintures a la Cova de Lascaux Abric de la Madeleine | Bé cultural inscrit l'any 1979. | |   |
| Pintures a la Cova de Lascaux Abric de la Madeleine | Localització: Nova Aquitània | |   |
| Pintures a la Cova de Lascaux Abric de la Madeleine | \| « \| El lloc prehistòric de la vall del Vézère comprèn 147 jaciments arqueològics i 25 coves ornades amb pintures parietals, que ofereixen un interès antropològic i estètic excepcional. Les més importants es troben a la cova de Lascaux, el descobriment l'any 1940 va marcar una fita en la història de l'art prehistòric. Les escenes de caça representades en elles són d'una composició admirable i comprenen cent figures d'animals executades amb un agut sentit de l'observació, que sorprenen per la seva gran riquesa de colorit i el seu vívid realisme. (UNESCO/BPI)[4] \| » \| | |   |
| Pintures a la Cova de Lascaux Abric de la Madeleine | Múltiples ubicacions: Abric de Cro-Magnon, Abric del Peix, Gruta de Font-de-Gaume, La Micoque, La Mouthe, Laugerie-Basse, Laugerie-Haute, Cova del Grand Roc i Les Combarelles a Les Eyzies-de-Tayac-Sireuil, Le Cap Blanc a Marquay, Coves de Lascaux a Montignac, Cova de Rouffignac a Rouffignac-Saint-Cernin-de-Reilhac, Roc de Saint-Cirq a Saint-Cirq, Le Moustier a Peyzac-le-Moustier i l'Abric de la Madeleine a Tursac. | |   |
| Pintures a la Cova de Lascaux Abric de la Madeleine | « | El lloc prehistòric de la vall del Vézère comprèn 147 jaciments arqueològics i 25 coves ornades amb pintures parietals, que ofereixen un interès antropològic i estètic excepcional. Les més importants es troben a la cova de Lascaux, el descobriment l'any 1940 va marcar una fita en la història de l'art prehistòric. Les escenes de caça representades en elles són d'una composició admirable i comprenen cent figures d'animals executades amb un agut sentit de l'observació, que sorprenen per la seva gran riquesa de colorit i el seu vívid realisme. (UNESCO/BPI) | » |

| | Basílica i turó de Vézelay |   |
| Bé cultural inscrit l'any 1979. | |   |
| Localització: Borgonya - Franc Comtat | |   |
| \| « \| Poc després de la seva fundació al segle xi, el monestir benedictí de Vézelay va adquirir les relíquies de Santa Maria Magdalena i es va convertir en un important lloc de peregrinació. Aquí va ser on va predicar Sant Bernat la segona croada (1146), i també on es van trobar Ricard Cor de Lleó i el rei Felip August de França per a emprendre la tercera (1190). Amb la seva pòrtic i capitells magníficament esculpits, la basílica de Santa Maria Magdalena, església monàstica del segle xii, és una obra mestra de l'art i l'arquitectura romàniques borgonyones. (UNESCO/BPI)[5] \| » \| | |   |
| « | Poc després de la seva fundació al segle xi, el monestir benedictí de Vézelay va adquirir les relíquies de Santa Maria Magdalena i es va convertir en un important lloc de peregrinació. Aquí va ser on va predicar Sant Bernat la segona croada (1146), i també on es van trobar Ricard Cor de Lleó i el rei Felip August de França per a emprendre la tercera (1190). Amb la seva pòrtic i capitells magníficament esculpits, la basílica de Santa Maria Magdalena, església monàstica del segle xii, és una obra mestra de l'art i l'arquitectura romàniques borgonyones. (UNESCO/BPI) | » |

| | Palau i parc de Fontainebleau |   |
| Bé cultural inscrit l'any 1981. | |   |
| Localització: Illa de França | |   |
| \| « \| Situat al cor d'un gran bosc de la regió de Île-de-France, aquest palau va ser en els seus orígens un pavelló de caça utilitzat pels monarques francesos des del segle xii. Al segle xvi, el rei Francesc I el va transformar, va ampliar i va embellir, perquè pretenia fer d'ell una "nova Roma". El seu edifici d'inspiració italiana, envoltat per un vast parc, és el resultat de la trobada entre l'art del Renaixement i les tradicions artístiques franceses.(UNESCO/BPI)[6] \| » \| | |   |
| « | Situat al cor d'un gran bosc de la regió de Île-de-France, aquest palau va ser en els seus orígens un pavelló de caça utilitzat pels monarques francesos des del segle xii. Al segle xvi, el rei Francesc I el va transformar, va ampliar i va embellir, perquè pretenia fer d'ell una "nova Roma". El seu edifici d'inspiració italiana, envoltat per un vast parc, és el resultat de la trobada entre l'art del Renaixement i les tradicions artístiques franceses.(UNESCO/BPI) | » |

| | Catedral d'Amiens |   |
| Bé cultural inscrit l'any 1981. | |   |
| Localització: Alts de França | |   |
| \| « \| Situada al cor de la regió de Picardia, la catedral d'Amiens és una de les majors esglésies gòtiques "clàssiques" del segle xiii. Aquest monument impressiona per la coherència del seu traçat, la bellesa de la seva estructura interior amb tres nivells i la intel·ligent disposició de les escultures que ornen la façana i el braç sud del creuer. (UNESCO/BPI)[7] \| » \| | |   |
| « | Situada al cor de la regió de Picardia, la catedral d'Amiens és una de les majors esglésies gòtiques "clàssiques" del segle xiii. Aquest monument impressiona per la coherència del seu traçat, la bellesa de la seva estructura interior amb tres nivells i la intel·ligent disposició de les escultures que ornen la façana i el braç sud del creuer. (UNESCO/BPI) | » |

| | Monuments romans i romànics d'Arle |   |
| Bé cultural inscrit l'any 1981. | |   |
| Localització: Provença - Alps - Costa Blava | |   |
| \| « \| Excel·lent exemple d'adaptació d'una ciutat de l'Antiguitat clàssica a la civilització medieval europea, Arles conserva vestigis i monuments impressionants de l'època romana. Els més antics -criptopórtics, circ i teatre romà-daten del segle I aC. La ciutat va tenir una segona edat d'or en el segle iv, de la qual són mostres les termes de Constantí i la necròpolis de Alyscamps. Als segles XI i xii Arles tornar a ser una de les ciutats més belles de la regió de la Mediterrània. A la ciutat intramurs s'alça l'església de Sant Tròfim, un dels monuments més importants de l'art romànic provençal.(UNESCO/BPI)[8] \| » \| | |   |
| « | Excel·lent exemple d'adaptació d'una ciutat de l'Antiguitat clàssica a la civilització medieval europea, Arles conserva vestigis i monuments impressionants de l'època romana. Els més antics -criptopórtics, circ i teatre romà-daten del segle I aC. La ciutat va tenir una segona edat d'or en el segle iv, de la qual són mostres les termes de Constantí i la necròpolis de Alyscamps. Als segles XI i xii Arles tornar a ser una de les ciutats més belles de la regió de la Mediterrània. A la ciutat intramurs s'alça l'església de Sant Tròfim, un dels monuments més importants de l'art romànic provençal.(UNESCO/BPI) | » |

| | Teatre romà i els seus voltants i l'Arc de Triomf d'Aurenja |   |
| Bé cultural inscrit l'any 1981. | |   |
| Localització: Provença - Alps - Costa Blava | |   |
| \| « \| Situada a la vall del Roine, la ciutat d'Aurenja posseeix un dels grans teatres romans millor conservats del món, amb una façana escènica de 103 metres d'amplada. Així mateix, compta amb un arc de triomf construït entre els anys 10 i 25 de la nostra era, que és un dels més bells exemples subsistents dels monuments romans provincials d'aquest tipus erigits en l'època d'August. Els seus baixos relleus representen l'establiment de la "pax romana". (UNESCO/BPI)[9] \| » \| | |   |
| « | Situada a la vall del Roine, la ciutat d'Aurenja posseeix un dels grans teatres romans millor conservats del món, amb una façana escènica de 103 metres d'amplada. Així mateix, compta amb un arc de triomf construït entre els anys 10 i 25 de la nostra era, que és un dels més bells exemples subsistents dels monuments romans provincials d'aquest tipus erigits en l'època d'August. Els seus baixos relleus representen l'establiment de la "pax romana". (UNESCO/BPI) | » |

| | Abadia cistercenca de Fontenay |   |
| Bé cultural inscrit l'any 1981. | |   |
| Localització: Borgonya - Franc Comtat | |   |
| \| « \| Fundat el 1119 per Sant Bernat, aquest monestir borgonyó d'arquitectura austera il·lustra perfectament amb els seus diferents components -església, claustre, refectori, dormitori, fleca i ferreria- l'ideal d'autarquia de les primeres comunitats monàstiques cistercenques. (UNESCO/BPI)[10] \| » \| | |   |
| « | Fundat el 1119 per Sant Bernat, aquest monestir borgonyó d'arquitectura austera il·lustra perfectament amb els seus diferents components -església, claustre, refectori, dormitori, fleca i ferreria- l'ideal d'autarquia de les primeres comunitats monàstiques cistercenques. (UNESCO/BPI) | » |

| | De la gran salina de Salins-les-Bains a la salina reial de Arc-et-Senans, la producció de sal ignígena |   |
| Bé cultural inscrit l'any 1982, extensió el 2009. | |   |
| Localització: Borgonya - Franc Comtat | |   |
| \| « \| Situada a prop de la ciutat de Besançon, la Salina Reial d'Arc-et-Senans és obra de l'arquitecte Claude-Nicolas Ledoux. Es va començar a construir l'any 1775, a principis del regnat de Lluís XVI, i va ser la primera realització important de l'arquitectura industrial en la qual es patentitzaren els ideals de progrés del Segle de les Llums. El vast conjunt arquitectònic semicircular del lloc va ser dissenyat per facilitar una organització racional i jerarquitzada del treball. La ciutat ideal que s'havia planejat construir immediatament després no va arribar a materialitzar-se mai. La Gran Salina de Salins-les-Bains, d'on s'extreu sal des de l'Edat Mitjana o fins i tot abans, inclou tres edificis: els magatzems de sal, l'edifici del pou d'Amont i un antic habitatge. El lloc és un testimoni de la història de l'extracció de sal en França. (UNESCO/BPI)[11] \| » \| | |   |
| « | Situada a prop de la ciutat de Besançon, la Salina Reial d'Arc-et-Senans és obra de l'arquitecte Claude-Nicolas Ledoux. Es va començar a construir l'any 1775, a principis del regnat de Lluís XVI, i va ser la primera realització important de l'arquitectura industrial en la qual es patentitzaren els ideals de progrés del Segle de les Llums. El vast conjunt arquitectònic semicircular del lloc va ser dissenyat per facilitar una organització racional i jerarquitzada del treball. La ciutat ideal que s'havia planejat construir immediatament després no va arribar a materialitzar-se mai. La Gran Salina de Salins-les-Bains, d'on s'extreu sal des de l'Edat Mitjana o fins i tot abans, inclou tres edificis: els magatzems de sal, l'edifici del pou d'Amont i un antic habitatge. El lloc és un testimoni de la història de l'extracció de sal en França. (UNESCO/BPI) | » |

| | Golf de Porto: Calanques de Piana, Golf de Girolata, Reserva de Scandola |   |
| Bé natural inscrit l'any 1983. | |   |
| Localització: Còrsega | |   |
| \| « \| Aquesta reserva forma part del Parc Natural Regional de Còrsega i s'estén per la península de la Scandola, una impressionant massa de roques porfíriques amb formes turmentades. La seva vegetació és un exemple notable de muntanya baixa mediterrània i la seva fauna comprèn gavines, corbs marins i àguiles marines. La biodiversitat biològica a les aigües dels seus illots i grutes inaccessibles és especialment rica. (UNESCO/BPI)[12] \| » \| | |   |
| « | Aquesta reserva forma part del Parc Natural Regional de Còrsega i s'estén per la península de la Scandola, una impressionant massa de roques porfíriques amb formes turmentades. La seva vegetació és un exemple notable de muntanya baixa mediterrània i la seva fauna comprèn gavines, corbs marins i àguiles marines. La biodiversitat biològica a les aigües dels seus illots i grutes inaccessibles és especialment rica. (UNESCO/BPI) | » |

| | Plaça Stanislas, Plaça de la Carrière i Plaça d'Alliance a Nancy |   |
| Bé cultural inscrit l'any 1983. | |   |
| Localització: Gran Est | |   |
| \| « \| Residència temporal de Stanislas Leszczynski -ex rei de Polònia, que acabaria els seus dies com duc de Lorena- la ciutat de Nancy és l'exemple més antic i típic de capital moderna, en la qual un sobirà il·lustrat va mostrar la seva preocupació per les obres d'utilitat pública. Executat entre 1752 i 1756 per un brillant d'arquitectes dirigit per Emmanuel Héré, el projecte de remodelació urbana de Nancy va destacar pel gran rigor del seu dissenyar i es va plasmar en un conjunt monumental summament aconseguit, en què l'exaltació de la figura del sobirà va lligada a una gran funcionalitat. (UNESCO/BPI)[13] \| » \| | |   |
| « | Residència temporal de Stanislas Leszczynski -ex rei de Polònia, que acabaria els seus dies com duc de Lorena- la ciutat de Nancy és l'exemple més antic i típic de capital moderna, en la qual un sobirà il·lustrat va mostrar la seva preocupació per les obres d'utilitat pública. Executat entre 1752 i 1756 per un brillant d'arquitectes dirigit per Emmanuel Héré, el projecte de remodelació urbana de Nancy va destacar pel gran rigor del seu dissenyar i es va plasmar en un conjunt monumental summament aconseguit, en què l'exaltació de la figura del sobirà va lligada a una gran funcionalitat. (UNESCO/BPI) | » |

| | Abadia de Saint-Savin-sur-Gartempe |   |
| Bé cultural inscrit l'any 1983. | |   |
| Localització: Nova Aquitània | |   |
| \| « \| L'església d'aquesta abadia, qualificada de "Capella Sixtina de l'Art Romànic", posseeix un gran nombre de frescs bellíssims dels segles XI i xii que es troben en un admirable estat de conservació. (UNESCO/BPI)[14] \| » \| | |   |
| « | L'església d'aquesta abadia, qualificada de "Capella Sixtina de l'Art Romànic", posseeix un gran nombre de frescs bellíssims dels segles XI i xii que es troben en un admirable estat de conservació. (UNESCO/BPI) | » |

| | Pont del Gard |   |
| Bé cultural inscrit l'any 1985. | |   |
| Localització: Occitània | |   |
| \| « \| Construït poc abans de l'Era Cristiana, aquest pont és el tram del llarg aqüeducte romà de Nimes -cinquanta quilòmetres- pel qual aquest travessa el riu Gard. Els arquitectes i enginyers hidràulics romans que van projectar aquesta construcció de 50 metres d'altura amb tres arcades superposades -la més llarga mesura 275 metres- no només van realitzar una proesa tècnica, sinó també una gran obra d'art.(UNESCO/BPI)[15] \| » \| | |   |
| « | Construït poc abans de l'Era Cristiana, aquest pont és el tram del llarg aqüeducte romà de Nimes -cinquanta quilòmetres- pel qual aquest travessa el riu Gard. Els arquitectes i enginyers hidràulics romans que van projectar aquesta construcció de 50 metres d'altura amb tres arcades superposades -la més llarga mesura 275 metres- no només van realitzar una proesa tècnica, sinó també una gran obra d'art.(UNESCO/BPI) | » |

| | Estrasburg: La Gran Illa i Neustadt |   |
| Bé cultural inscrit l'any 1988, extensió el 2017. | |   |
| Localització: Gran Est | |   |
| \| « \| Envoltada per dos braços del riu Ill, la Gran Illa és el centre històric de la capital alsaciana. En una zona bastant reduïda alberga un conjunt de monuments de qualitat excepcional: la catedral, quatre esglésies antigues i el palau de Rohan, antiga mansió dels bisbes-prínceps. Aquests edificis no estan aïllats, sinó que s'articulen amb un barri antic que il·lustra les funcions exercides per la ciutat medieval i l'evolució d'Estrasburg entre els segles XV i XVIII. (UNESCO/BPI)[16] \| » \| | |   |
| « | Envoltada per dos braços del riu Ill, la Gran Illa és el centre històric de la capital alsaciana. En una zona bastant reduïda alberga un conjunt de monuments de qualitat excepcional: la catedral, quatre esglésies antigues i el palau de Rohan, antiga mansió dels bisbes-prínceps. Aquests edificis no estan aïllats, sinó que s'articulen amb un barri antic que il·lustra les funcions exercides per la ciutat medieval i l'evolució d'Estrasburg entre els segles XV i XVIII. (UNESCO/BPI) | » |

| | París, ribes del Sena |   |
| Bé cultural inscrit l'any 1991. | |   |
| Localització: Illa de França | |   |
| \| « \| L'evolució de la ciutat de París i la seva història es poden contemplar recorrent les ribes del Sena des del museu del Louvre fins a la Torre Eiffel, passant per la Plaça de la Concòrdia, al Grand Palais i el Petit Palais. Al costat del riu s'alcen també la catedral de Notre-Dame i la Sainte Chapelle, dues obres mestres de l'arquitectura gòtica. Les àmplies places i avingudes traçades en altres parts de la ciutat d'acord amb el pla urbanístic de Haussmann van servir de model a l'ordenament urbà de moltes ciutats del món, a finals del segle xix i al segle xx. (UNESCO/BPI)[17] \| » \| | |   |
| « | L'evolució de la ciutat de París i la seva història es poden contemplar recorrent les ribes del Sena des del museu del Louvre fins a la Torre Eiffel, passant per la Plaça de la Concòrdia, al Grand Palais i el Petit Palais. Al costat del riu s'alcen també la catedral de Notre-Dame i la Sainte Chapelle, dues obres mestres de l'arquitectura gòtica. Les àmplies places i avingudes traçades en altres parts de la ciutat d'acord amb el pla urbanístic de Haussmann van servir de model a l'ordenament urbà de moltes ciutats del món, a finals del segle xix i al segle xx. (UNESCO/BPI) | » |

| | Catedral de Notre-Dame, antiga Abadia de Saint-Remi i Palau de Tau a Reims |   |
| Bé cultural inscrit l'any 1991. | |   |
| Localització: Gran Est | |   |
| \| « \| La notable aplicació de les noves tècniques arquitectòniques del segle xiii i l'harmonia entre les escultures i els elements arquitectònics ha fet de la catedral Notre-Dame de Reims una obra mestra de l'art gòtic. L'antiga abadia on jeu les despulles mortals de Saint-Remi (440-533), l'arquebisbe que va instituir la unció sagrada dels reis de França, ha conservat una bella nau del segle xi. El palau Tau, residència dels arquebisbes de Reims i escenari important de la cerimònia de la unció real, va ser reconstruït gairebé per complet al segle xvii. (UNESCO/BPI)[18] \| » \| | |   |
| « | La notable aplicació de les noves tècniques arquitectòniques del segle xiii i l'harmonia entre les escultures i els elements arquitectònics ha fet de la catedral Notre-Dame de Reims una obra mestra de l'art gòtic. L'antiga abadia on jeu les despulles mortals de Saint-Remi (440-533), l'arquebisbe que va instituir la unció sagrada dels reis de França, ha conservat una bella nau del segle xi. El palau Tau, residència dels arquebisbes de Reims i escenari important de la cerimònia de la unció real, va ser reconstruït gairebé per complet al segle xvii. (UNESCO/BPI) | » |

| | Catedral de Bourges |   |
| Bé cultural inscrit l'any 1992. | |   |
| Localització: Centre - Vall del Loira | |   |
| \| « \| La construcció de la catedral de Saint-Etienne de Bourges es va iniciar a les acaballes del segle xii i va acabar a la fi del segle següent. Les seves proporcions admirables i la unitat del seu disseny fan d'ella una de les grans obres mestres de l'art gòtic. Són especialment notables el timpà, les escultures i els vitralls. A més de la seva bellesa arquitectònica, aquesta catedral constitueix un viu testimoni de la força del cristianisme a la França medieval. (UNESCO/BPI)[19] \| » \| | |   |
| « | La construcció de la catedral de Saint-Etienne de Bourges es va iniciar a les acaballes del segle xii i va acabar a la fi del segle següent. Les seves proporcions admirables i la unitat del seu disseny fan d'ella una de les grans obres mestres de l'art gòtic. Són especialment notables el timpà, les escultures i els vitralls. A més de la seva bellesa arquitectònica, aquesta catedral constitueix un viu testimoni de la força del cristianisme a la França medieval. (UNESCO/BPI) | » |

| | Centre històric d'Avinyó: Palau dels Papes, conjunt episcopal i Pont d'Avinyó |   |
| Bé cultural inscrit l'any 1995. | |   |
| Localització: Provença - Alps - Costa Blava | |   |
| \| « \| Situada al sud-est de França, la ciutat d'Avinyó va ser seu dels papes al segle xiv. El palau d'aquests -una fortalesa d'aspecte auster sumptuosament decorada al seu interior per Simone Martini i Matteo Giovanetti- domina la ciutat, les muralles i els vestigis d'un pont del segle xii sobre el riu Roine. Juntament amb el Petit Palau i la catedral romànica de Notre-Dame-des-Doms que s'alcen als seus peus, la residència papal, obra notable de l'arquitectura gòtica, forma un extraordinari conjunt monumental que testifica l'important paper exercit per Avinyó a l'Europa cristiana del segle xiv.(UNESCO/BPI)[20] \| » \| | |   |
| « | Situada al sud-est de França, la ciutat d'Avinyó va ser seu dels papes al segle xiv. El palau d'aquests -una fortalesa d'aspecte auster sumptuosament decorada al seu interior per Simone Martini i Matteo Giovanetti- domina la ciutat, les muralles i els vestigis d'un pont del segle xii sobre el riu Roine. Juntament amb el Petit Palau i la catedral romànica de Notre-Dame-des-Doms que s'alcen als seus peus, la residència papal, obra notable de l'arquitectura gòtica, forma un extraordinari conjunt monumental que testifica l'important paper exercit per Avinyó a l'Europa cristiana del segle xiv.(UNESCO/BPI) | » |

| | Canal del Migdia |   |
| Bé cultural inscrit l'any 1996. | |   |
| Localització: Occitània | |   |
| \| « \| Construïda entre 1667 i 1694, aquesta xarxa de 360 km de canals navegables enllaça el Mediterrani i l'Atlàntic gràcies a 328 obres d'enginyeria diverses: rescloses, aqüeductes, ponts, túnels, etc. És una de les realitzacions de l'enginyeria civil més extraordinàries de l'era moderna, precursora de la Revolució Industrial. L'interès per l'estètica arquitectònica i paisatgística que va animar a l'autor del projecte, Pierre-Paul Riquet, va fer d'aquest canal una proesa tècnica i una autèntica obra d'art. (UNESCO/BPI)[21] \| » \| | |   |
| Múltiples ubicacions: De Tolosa de Llenguadoc a Seta. | |   |
| « | Construïda entre 1667 i 1694, aquesta xarxa de 360 km de canals navegables enllaça el Mediterrani i l'Atlàntic gràcies a 328 obres d'enginyeria diverses: rescloses, aqüeductes, ponts, túnels, etc. És una de les realitzacions de l'enginyeria civil més extraordinàries de l'era moderna, precursora de la Revolució Industrial. L'interès per l'estètica arquitectònica i paisatgística que va animar a l'autor del projecte, Pierre-Paul Riquet, va fer d'aquest canal una proesa tècnica i una autèntica obra d'art. (UNESCO/BPI) | » |

| | Pirineus-Mont Perdut |   |
| Bé mixt inscrit l'any 1997, extensió l'any 1999. | |   |
| Aquest bé és compartit amb Espanya | |   |
| Localització: Occitània | |   |
| \| « \| Situat a banda i banda de la frontera entre França i Espanya, aquest extraordinari entorn de muntanya té per centre el massís calcari del Mont Perdut, que culmina a 3.352 metres d'altura. El lloc, que s'estén per una superfície de 30.639 hectàrees, compta amb formacions geològiques clàssiques: dos canons, els més grans i profunds d'Europa, situats al vessant meridional espanyola; i tres grans circs glaceres al vessant septentrional francesa, que és més abrupta. A més, el Mont Perdut és una zona de pasturatge on es pot observar una manera de vida rural molt estès antany per les regions muntanyoses d'Europa, que només s'ha conservat intacte en aquest lloc dels Pirineus al llarg de tot el segle xx. El seu paisatge format per llogarets, granges, camps, pastures d'altura i carreteres de muntanya constitueix un testimoni inestimable del passat de la societat europea. (UNESCO/BPI)[22] \| » \| | |   |
| « | Situat a banda i banda de la frontera entre França i Espanya, aquest extraordinari entorn de muntanya té per centre el massís calcari del Mont Perdut, que culmina a 3.352 metres d'altura. El lloc, que s'estén per una superfície de 30.639 hectàrees, compta amb formacions geològiques clàssiques: dos canons, els més grans i profunds d'Europa, situats al vessant meridional espanyola; i tres grans circs glaceres al vessant septentrional francesa, que és més abrupta. A més, el Mont Perdut és una zona de pasturatge on es pot observar una manera de vida rural molt estès antany per les regions muntanyoses d'Europa, que només s'ha conservat intacte en aquest lloc dels Pirineus al llarg de tot el segle xx. El seu paisatge format per llogarets, granges, camps, pastures d'altura i carreteres de muntanya constitueix un testimoni inestimable del passat de la societat europea. (UNESCO/BPI) | » |

| | Ciutat fortificada de Carcassona |   |
| Bé cultural inscrit l'any 1997. | |   |
| Localització: Occitània | |   |
| \| « \| Al turó on s'alça avui aquesta ciutat històrica, s'havien construït fortificacions des de l'època preromana. Carcassona és un exemple destacat de ciutat medieval fortificada proveïda d'un vast sistema defensiu que circumda el castell i les seves dependències, així com la superba catedral gòtica i la resta dels edificis urbans. La importància de Carcassona es deu també al fet que va ser l'escenari de prolongades obres de restauració empreses per Viollet-le-Duc, un dels creadors de l'art modern de la conservació i rehabilitació de monuments i obres d'art. (UNESCO/BPI)[23] \| » \| | |   |
| « | Al turó on s'alça avui aquesta ciutat històrica, s'havien construït fortificacions des de l'època preromana. Carcassona és un exemple destacat de ciutat medieval fortificada proveïda d'un vast sistema defensiu que circumda el castell i les seves dependències, així com la superba catedral gòtica i la resta dels edificis urbans. La importància de Carcassona es deu també al fet que va ser l'escenari de prolongades obres de restauració empreses per Viollet-le-Duc, un dels creadors de l'art modern de la conservació i rehabilitació de monuments i obres d'art. (UNESCO/BPI) | » |

| Périgueux (Aquitània) Lo Puèi de Velai (Alvèrnia) Pont dels Peregrins de Saint-Chély-d'Aubrac (Migdia-Pirineus) | Camins de Sant Jaume a França | |   |
| Périgueux (Aquitània) Lo Puèi de Velai (Alvèrnia) Pont dels Peregrins de Saint-Chély-d'Aubrac (Migdia-Pirineus) | Bé cultural inscrit l'any 1998. | |   |
| Périgueux (Aquitània) Lo Puèi de Velai (Alvèrnia) Pont dels Peregrins de Saint-Chély-d'Aubrac (Migdia-Pirineus) | Localització: Nova Aquitània, Alvèrnia, Normandia, Borgonya - Franc Comtat, Centre - Vall del Loira, Gran Est, Illa de França, Occitània, Alts de França, i Provença - Alps - Costa Blava | |   |
| Périgueux (Aquitània) Lo Puèi de Velai (Alvèrnia) Pont dels Peregrins de Saint-Chély-d'Aubrac (Migdia-Pirineus) | \| « \| Al llarg de tota l'Edat Mitjana, Santiago de Compostel·la va ser el lloc de peregrinació més important de la cristiandat, on acudien milers de devots procedents de tot Europa. Les quatre rutes per les quals transitaven els pelegrins a França, abans d'arribar a Espanya, estan farcides d'importants monuments històrics avui Inscrits a la Llista del Patrimoni Mundial.(UNESCO/BPI)[24] \| » \| | |   |
| Périgueux (Aquitània) Lo Puèi de Velai (Alvèrnia) Pont dels Peregrins de Saint-Chély-d'Aubrac (Migdia-Pirineus) | Múltiples ubicacions: A Aquitània: Catedral de Saint-Front de Perigús, Església de Saint-Avit-Sénieur, Abadia de Cadonh, Antiga catedral de Vasats, Basílica de San Severí de Bordeus, Basílica de Sant Miquel de Bordeus, Catedral de Bordeus, Abadia de La Sauve-Majeure, Església de Sant Pere de La Sauve-Majeure, Basílica de Notre-Dame-de-la-Fin-des-Terres de Soulac-sur-Mer, Església de Sainte-Quitterie de Aire-sur-l'Adour, Campanar de Mimizan, Abadia de Sant Juan de Sorde, Abadia de Saint-Sever, Catedral d'Agen, Catedral de Baiona, Església de L'Hôpital-Saint-Blaise, Port de Saint-Jacques a Saint-Jean-Pied-de-Port, Catedral de Santa Maria d'Auloron i el Camí de Le Puy entre Aroue i Ostabat (22 km). A Alvèrnia: Catedral de Le-Puy-en-Velay, Hôtel-Dieu Saint-Jacques a Lo Puèi de Velai i Basílica de Nostra Senyora del Port de Clermont-Ferrand. A Baixa Normandia: Le Mont-Saint-Michel. A Borgonya: Església prioral de Sainte-Croix-Notre-Dame de La Charité-sur-Loire, Església de Sant Jaume d'Asquins i Abadia de Vézelay. A Centre - Vall del Loira: Catedral de Bourges i Col·legiata de Sant Esteve a Neuvy-Saint-Sépulchre. A Xampanya-Ardenes: Basílica de Nostra Senyora de L'Épine i Església de Notre-Dame-en-Vaux a Châlons-en-Champagne. A Illa de França: Església de Saint-Jacques-de-la-Boucherie de París. A LLenguadoc-Roselló: Abadia de Sant Geli, Abadía de Saint-Guilhem-le-Désert, Pont del Diable sobre el riu Hérault i el Camí de Le Puy entre Nasbinals i Saint-Chély-d'Aubrac (17 km). A Llemosí: Col·legiata de Saint-Léonard-de-Noblat. A Migdia-Pirineus: Catedral de Saint-Bertrand-de-Comminges, Basílica paleocristiana de Saint-Bertrand-de-Comminges, Basílica de Saint-Sernin i Hôtel-Dieu-Saint-Jacques de Tolosa de Llenguadoc, Basílica de Sant Just de Valcabrère, Hospice du Plan i Capella de Nostra Senyora de l'Asunció d'Aragnouet, Església de Gavarnie, Església de Sant Llorenç de Jézeau, Església de Cotdoussan, Abadia de Boulbonne a Audressein, Catedral de Notre-Dame-de-la-Sède amb el palau episcopal i la fortificació a Saint-Lizier, Església abacial de Sainte-Foy i Pont sobre el Dourdou a Conques, Pont-Vieux d'Espalion, Pont sobre el Lot a Estaing, Pont dels peregrins sobre el Boralde a Saint-Chély-d'Aubrac, Catedral d'Auch, Pont d'Artique, Col·legiata de Sant Pere de La Romieu, Catedral de Cahors, Pont Valentré de Cahors, Dolmen de Pech-Laglaire a Gréalou, Hôpital Saint-Jacques a Figeac, Església de Saint-Sauveur i Cripta de Sant Amador a Rocamadour, Església de Notre-Dame-du-Bourg a Rabastens, Abadia de Moissac i el Camí de Le Puy entre Saint-Côme-d'Olt i Estaing (17 km), entre Lectoure i Condom (35 km), entre Montredon i Figeac (18 km), entre Faycelles i Cajarc (22,5 km) i entre Bach i Cahors (26 km). A Picardia: Església de Folleville, Església de Sant Jaume de Compiègne i Catedral de Notre-Dame d'Amiens. A Poitou-Charentes: Basílica de Sant Eutropi de Saintes, Abadia de Saint-Jean-d'Angély, Església de Sant Pere d'Aulnay, Hospital de peregrins de Pons, Església de Sant Hilari de Melle, Església de Sain-Hilaire-le-Grand a Poitiers. A Provença-Alps-Costa Blava: Església de Sant Honorat d'Arle. | |   |
| Périgueux (Aquitània) Lo Puèi de Velai (Alvèrnia) Pont dels Peregrins de Saint-Chély-d'Aubrac (Migdia-Pirineus) | « | Al llarg de tota l'Edat Mitjana, Santiago de Compostel·la va ser el lloc de peregrinació més important de la cristiandat, on acudien milers de devots procedents de tot Europa. Les quatre rutes per les quals transitaven els pelegrins a França, abans d'arribar a Espanya, estan farcides d'importants monuments històrics avui Inscrits a la Llista del Patrimoni Mundial.(UNESCO/BPI) | » |

| | Lloc històric de Lió |   |
| Bé inscrit l'any 1998. | |   |
| Localització: Alvèrnia-Roine-Alps | |   |
| \| « \| La ciutat de Lió va ser fundada al segle I aC pels romans, que van establir en ella la capital de les Tres Galies. Des de llavors, Lió ha exercit al llarg de tota la seva història un paper important en el desenvolupament polític, cultural i econòmic d'Europa. La seva estructura urbana i els seus nombrosos monuments de totes les èpoques són vius testimonis d'aquesta importància.(UNESCO/BPI)[25] \| » \| | |   |
| « | La ciutat de Lió va ser fundada al segle I aC pels romans, que van establir en ella la capital de les Tres Galies. Des de llavors, Lió ha exercit al llarg de tota la seva història un paper important en el desenvolupament polític, cultural i econòmic d'Europa. La seva estructura urbana i els seus nombrosos monuments de totes les èpoques són vius testimonis d'aquesta importància.(UNESCO/BPI) | » |

| | Jurisdicció de Sent Milion |   |
| Bé cultural inscrit l'any 1999. | |   |
| Localització: Nova Aquitània | |   |
| \| « \| El cultiu de la vinya va ser introduït pels romans en aquesta fèrtil regió d'Aquitània i es va intensificar a l'Edat Mitjana. A partir del segle xi es van edificar en el territori de Sent Milion múltiples esglésies, monestirs i hospicis, degut al seu emplaçament en una de les rutes de peregrinació a Santiago de Compostel·la. El títol de "jurisdicció" li va ser concedit al segle xii, en temps de la dominació anglesa. Sent Milion compta amb un paisatge excepcional totalment dedicat al cultiu de la vinya, i també amb un gran nombre de pobles i llogarets que posseeixen monuments històrics de gran qualitat. (UNESCO/BPI)[26] \| » \| | |   |
| « | El cultiu de la vinya va ser introduït pels romans en aquesta fèrtil regió d'Aquitània i es va intensificar a l'Edat Mitjana. A partir del segle xi es van edificar en el territori de Sent Milion múltiples esglésies, monestirs i hospicis, degut al seu emplaçament en una de les rutes de peregrinació a Santiago de Compostel·la. El títol de "jurisdicció" li va ser concedit al segle xii, en temps de la dominació anglesa. Sent Milion compta amb un paisatge excepcional totalment dedicat al cultiu de la vinya, i també amb un gran nombre de pobles i llogarets que posseeixen monuments històrics de gran qualitat. (UNESCO/BPI) | » |

| | Campanars de Bèlgica i França |   |
| Bé cultural inscrit l'any 1999, extensió l'any 2005. | |   |
| Aquest bé és compartit amb Bèlgica | |   |
| Localització: Alts de França (a França) | |   |
| \| « \| Vint-i-tres campanars situats al nord de França i el campanar belga de Gembloux han estat Inscrits conjuntament en la Llista del Patrimoni Mundial, ampliant així el lloc format per 32 campanars municipals de Flandes i Valònia que ja figurava en la Llista des de 1999. Construïts entre els segles XI i XVII, aquests campanars són representatius de diversos estils arquitectònics -romànic, gòtic, renaixentista i barroc- i constitueixen símbols molt significatius de la conquesta de les llibertats cíviques per part de les poblacions urbanes. En temps en què la majoria de les ciutats italianes, alemanyes i angleses optaven per construir ajuntaments, en aquesta regió del nord-oest d'Europa es va preferir la construcció de campanars municipals. Entre la tríada de torres que dominaven el paisatge de les ciutats, la del campanar municipal, emblema del poder dels regidors, s'alçava enfront de la del castell senyorial i la de l'església, símbols respectius del poder feudal i l'eclesiàstic. Amb el córrer dels segles, va arribar a simbolitzar el poder i la riquesa de cada municipi. (UNESCO/BPI)[27] \| » \| | |   |
| Múltiples ubicacions: A Nord-Pas de Calais: Armentières, Bailleul, Bergues, Cambrai, Comines, Douai, Ajuntament i Església de Sant Eligi de Dunkerque, Gravelines, Lilla, Loos, Aire-sur-la-Lys, Arràs, Béthune, Boulogne-sur-Mer, Calais i Hesdin. A Picardia: Abbeville, Amiens, Doullens, Lucheux, Rue i Saint-Riquier. | |   |
| « | Vint-i-tres campanars situats al nord de França i el campanar belga de Gembloux han estat Inscrits conjuntament en la Llista del Patrimoni Mundial, ampliant així el lloc format per 32 campanars municipals de Flandes i Valònia que ja figurava en la Llista des de 1999. Construïts entre els segles XI i XVII, aquests campanars són representatius de diversos estils arquitectònics -romànic, gòtic, renaixentista i barroc- i constitueixen símbols molt significatius de la conquesta de les llibertats cíviques per part de les poblacions urbanes. En temps en què la majoria de les ciutats italianes, alemanyes i angleses optaven per construir ajuntaments, en aquesta regió del nord-oest d'Europa es va preferir la construcció de campanars municipals. Entre la tríada de torres que dominaven el paisatge de les ciutats, la del campanar municipal, emblema del poder dels regidors, s'alçava enfront de la del castell senyorial i la de l'església, símbols respectius del poder feudal i l'eclesiàstic. Amb el córrer dels segles, va arribar a simbolitzar el poder i la riquesa de cada municipi. (UNESCO/BPI) | » |

| Castell de Chambord Castell de Saumur | Castells del Loira | |   |
| Castell de Chambord Castell de Saumur | Bé cultural inscrit l'any 2000. | |   |
| Castell de Chambord Castell de Saumur | Localització: Centre - Vall del Loira i País del Loira | |   |
| Castell de Chambord Castell de Saumur | \| « \| Aquest paisatge cultural, únic en el seu gènere, posseeix petites ciutats i pobles històrics, grans monuments arquitectònics (castells i palaus) i terres de conreu, que són el resultat de la interacció entre els seus habitants i el medi físic, en particular el riu Loira. (UNESCO/BPI)[28] \| » \| | |   |
| Castell de Chambord Castell de Saumur | Múltiples ubicacions: A Centre - Vall del Loira: Castell de Sully-sur-Loire, Castell de Châteauneuf-sur-Loire, Castell de Meung-sur-Loire, Castell de Chambord, Castell de Blois, Castell de Chaumont-sur-Loire, Castell d'Amboise, Castell de Clos-Lucé, Castell de Bourdaisière, Castell de Valmer, Museu de Belles Arts de Tours, Castell de Villandry, Castell de Langeais, Castell de Chatonnières, Castell d'Azay-le-Rideau, Castell d'Ussé i Castell de Chinon. A País del Loira: Castell de Montsoreau i Castell de Saumur. | |   |
| Castell de Chambord Castell de Saumur | « | Aquest paisatge cultural, únic en el seu gènere, posseeix petites ciutats i pobles històrics, grans monuments arquitectònics (castells i palaus) i terres de conreu, que són el resultat de la interacció entre els seus habitants i el medi físic, en particular el riu Loira. (UNESCO/BPI) | » |

| | Provins, la ciutat de les fires medievals |   |
| Bé cultural inscrit l'any 2001. | |   |
| Localització: Illa de França | |   |
| \| « \| Situada al centre dels antics dominis dels poderosos comtes de Xampanya, la ciutat medieval fortificada de Provins constitueix un testimoni de la primera etapa d'auge de les fires comercials internacionals i la indústria de la llana. Provins ha aconseguit preservar la seva estructura urbana, concebuda especialment per donar acollida a les fires i les seves activitats connexes.(UNESCO/BPI)[29] \| » \| | |   |
| « | Situada al centre dels antics dominis dels poderosos comtes de Xampanya, la ciutat medieval fortificada de Provins constitueix un testimoni de la primera etapa d'auge de les fires comercials internacionals i la indústria de la llana. Provins ha aconseguit preservar la seva estructura urbana, concebuda especialment per donar acollida a les fires i les seves activitats connexes.(UNESCO/BPI) | » |

| | Le Havre - ciutat reconstruïda per Auguste Perret |   |
| Bé inscrit l'any 2005. | |   |
| Localització: Normandia | |   |
| \| « \| La ciutat de Le Havre, situada a la regió de Normandia, a la vora del Canal de la Mànega, va ser víctima d'intensos bombardejos durant la Segona Guerra Mundial. Entre 1945 i 1964, la part bombardejada va ser reconstruïda d'acord amb el pla urbanístic d'un equip dirigit per Auguste Perret. El lloc inscrit està integrat pel centre administratiu, comercial i cultural de la ciutat. Entre les moltes ciutats reconstruïdes, Le Havre destaca per l'excepcional unitat i integritat del seu pla de reedificació, en què es van associar els vestigis del traçat urbà precedent i les estructures històriques subsistents amb les noves idees en matèria d'urbanisme i tècniques de construcció. La reconstrucció d'aquesta ciutat és un notable exemple d'aplicació dels principis de l'arquitectura i la planificació urbanística de la postguerra, basats en la unitat metodològica, l'ús d'elements prefabricats, el recurs sistemàtic a una trama modular i l'explotació innovadora de les possibilitats del formigó. (UNESCO/BPI)[30] \| » \| | |   |
| « | La ciutat de Le Havre, situada a la regió de Normandia, a la vora del Canal de la Mànega, va ser víctima d'intensos bombardejos durant la Segona Guerra Mundial. Entre 1945 i 1964, la part bombardejada va ser reconstruïda d'acord amb el pla urbanístic d'un equip dirigit per Auguste Perret. El lloc inscrit està integrat pel centre administratiu, comercial i cultural de la ciutat. Entre les moltes ciutats reconstruïdes, Le Havre destaca per l'excepcional unitat i integritat del seu pla de reedificació, en què es van associar els vestigis del traçat urbà precedent i les estructures històriques subsistents amb les noves idees en matèria d'urbanisme i tècniques de construcció. La reconstrucció d'aquesta ciutat és un notable exemple d'aplicació dels principis de l'arquitectura i la planificació urbanística de la postguerra, basats en la unitat metodològica, l'ús d'elements prefabricats, el recurs sistemàtic a una trama modular i l'explotació innovadora de les possibilitats del formigó. (UNESCO/BPI) | » |

| | Bordeus, Port de la Lluna |   |
| Bé cultural inscrit l'any 2007. | |   |
| Localització: Nova Aquitània | |   |
| \| « \| El centre històric d'aquesta ciutat portuària del sud-oest de França posseeix un conjunt urbanístic i arquitectònic excepcional creat al Segle de les Llums, els valors han perdurat fins a la primera meitat del segle xx. Bordeus és, després de París, la ciutat francesa amb més monuments històrics protegits. Va ser un centre d'intercanvis culturals al llarg de més de dos mil·lennis, sobretot a partir del segle xii, època en la qual es van estrènyer els seus vincles amb la Gran Bretanya i els Països Baixos. El traçat urbà i els conjunts d'edificis construïts des de principis del segle xviii no només fan d'aquesta ciutat un exemple excepcional de l'arquitectura neoclàssica, sinó que a més li confereixen una coherència i unitat extraordinàries. L'urbanisme de Bordeus reflecteix el triomf dels ideals dels filòsofs del Segle de les Llums, que aspiraven a fer de les ciutats veritables gresols de l'humanisme, la universalitat i la cultura.(UNESCO/BPI)[31] \| » \| | |   |
| « | El centre històric d'aquesta ciutat portuària del sud-oest de França posseeix un conjunt urbanístic i arquitectònic excepcional creat al Segle de les Llums, els valors han perdurat fins a la primera meitat del segle xx. Bordeus és, després de París, la ciutat francesa amb més monuments històrics protegits. Va ser un centre d'intercanvis culturals al llarg de més de dos mil·lennis, sobretot a partir del segle xii, època en la qual es van estrènyer els seus vincles amb la Gran Bretanya i els Països Baixos. El traçat urbà i els conjunts d'edificis construïts des de principis del segle xviii no només fan d'aquesta ciutat un exemple excepcional de l'arquitectura neoclàssica, sinó que a més li confereixen una coherència i unitat extraordinàries. L'urbanisme de Bordeus reflecteix el triomf dels ideals dels filòsofs del Segle de les Llums, que aspiraven a fer de les ciutats veritables gresols de l'humanisme, la universalitat i la cultura.(UNESCO/BPI) | » |

| | Llacunes de Nova Caledònia: diversitat dels esculls i ecosistemes connexes |   |
| Bé natural inscrit l'any 2008. | |   |
| Localització: Nova Caledònia | |   |
| \| « \| Aquest lloc comprèn sis conjunts marins representatius de la diversitat principal dels esculls coral·lins i ecosistemes connexos de l'arxipèlag francès de Nova Caledònia, situat a l'Oceà Pacífic, que posseeix un dels tres sistemes d'esculls més vasts del planeta. Les llacunes compten amb una varietat excepcional d'espècies de corals i peixos, una àmplia gamma d'hàbitats que van des dels manglars fins a les praderies marines, i una de les concentracions d'estructures d'esculls més diversificada del planeta. Les llacunes i esculls coral·lins de Nova Caledònia alberguen ecosistemes intactes amb poblacions nombroses i diversificades de grans predadors i peixos de grans dimensions. Són l'hàbitat de múltiples espècies de peixos, tortugues i mamífers marins, entre els quals cal destacar la tercera població de dugongs del món per la seva importància. El lloc és d'una bellesa excepcional i alberga esculls de diverses edats, vius i fòssils, que constitueixen una font d'informació important sobre la història natural d'Oceania. (UNESCO/BPI)[32] \| » \| | |   |
| Múltiples ubicacions: Gran Llacuna del Sur, zona costanera oest, zona costanera nord-est, Gran Llacuna del Nord, atol·lons d'Entrecasteaux i atol·lons d'Ouvéa i Beautemps-Beaupré. | |   |
| « | Aquest lloc comprèn sis conjunts marins representatius de la diversitat principal dels esculls coral·lins i ecosistemes connexos de l'arxipèlag francès de Nova Caledònia, situat a l'Oceà Pacífic, que posseeix un dels tres sistemes d'esculls més vasts del planeta. Les llacunes compten amb una varietat excepcional d'espècies de corals i peixos, una àmplia gamma d'hàbitats que van des dels manglars fins a les praderies marines, i una de les concentracions d'estructures d'esculls més diversificada del planeta. Les llacunes i esculls coral·lins de Nova Caledònia alberguen ecosistemes intactes amb poblacions nombroses i diversificades de grans predadors i peixos de grans dimensions. Són l'hàbitat de múltiples espècies de peixos, tortugues i mamífers marins, entre els quals cal destacar la tercera població de dugongs del món per la seva importància. El lloc és d'una bellesa excepcional i alberga esculls de diverses edats, vius i fòssils, que constitueixen una font d'informació important sobre la història natural d'Oceania. (UNESCO/BPI) | » |

| Plaça forta de Neuf-Brisach Tour dorée de Camaret-sur-Mer | Fortificacions de Vauban | |   |
| Plaça forta de Neuf-Brisach Tour dorée de Camaret-sur-Mer | Bé cultural inscrit l'any 2008. | |   |
| Plaça forta de Neuf-Brisach Tour dorée de Camaret-sur-Mer | Localització: Alsàcia, Nova Aquitània, Baixa Normandia, Bretanya, Franc Comtat, Llenguadoc-Rosselló, Lorena, Nord - Pas de Calais, Poitou-Charentes i Provença - Alps - Costa Blava | |   |
| Plaça forta de Neuf-Brisach Tour dorée de Camaret-sur-Mer | \| « \| Aquest lloc està compost per 13 grups d'edificacions i llocs fortificats situats a les fronteres nord, est i oest de França, que constitueixen el millor exemple de l'obra de l'enginyer militar de Lluís XIV, Sébastien Le Prestre de Vauban (1633-1707). Abasta ciutats creades ex nihilo, ciutadelles edificades en terreny dic, muralles de ciutats amb bastions, diverses torres-baluards i una torre atípica, així com una mansió, forts de muntanya i forts costaners, una bateria de muntanya i dues estructures de comunicació en zona muntanyosa. Aquestes construccions s'inscriuen en la Llista del Patrimoni Mundial per ser representatives del període d'apogeu de la construcció de bastions clàssics, característica de l'arquitectura militar occidental. Vauban ocupa un lloc important en la història de l'arquitectura militar defensiva i la influència de les seves obres es va estendre fins al continent americà, Rússia, Turquia i l'Extrem Orient. (UNESCO/BPI)[33] \| » \| | |   |
| Plaça forta de Neuf-Brisach Tour dorée de Camaret-sur-Mer | Múltiples ubicacions: Ciutadella d'Arrás; Ciutadella, recinte emmurallat i Fort Griffon de Besançon; Ciutadella de Blaye, Fort Paté i Fort Médoc; Recinte urbà emmurallat, Fort des Salettes, Fort des Trois-Têtes, Fort du Randouillet, elements de comunicació i pont d'Asfeld a Briançon; Tour dorée de Camaret-sur-Mer; Plaça forta de Longwy; Plaça forta de Mont-Dauphin; Recinte emmurallat i ciutadella de Mont-Louis; Plaça forta de Neuf-Brisach; Ciutadella i recinte emmurallat de Saint-Martin-de-Ré; Torres vigies de Saint-Vaast-la-Hougue i Tatihou; Recinte emmurallat, fort i Cova Bastera de Vilafranca de Conflent. | |   |
| Plaça forta de Neuf-Brisach Tour dorée de Camaret-sur-Mer | « | Aquest lloc està compost per 13 grups d'edificacions i llocs fortificats situats a les fronteres nord, est i oest de França, que constitueixen el millor exemple de l'obra de l'enginyer militar de Lluís XIV, Sébastien Le Prestre de Vauban (1633-1707). Abasta ciutats creades ex nihilo, ciutadelles edificades en terreny dic, muralles de ciutats amb bastions, diverses torres-baluards i una torre atípica, així com una mansió, forts de muntanya i forts costaners, una bateria de muntanya i dues estructures de comunicació en zona muntanyosa. Aquestes construccions s'inscriuen en la Llista del Patrimoni Mundial per ser representatives del període d'apogeu de la construcció de bastions clàssics, característica de l'arquitectura militar occidental. Vauban ocupa un lloc important en la història de l'arquitectura militar defensiva i la influència de les seves obres es va estendre fins al continent americà, Rússia, Turquia i l'Extrem Orient. (UNESCO/BPI) | » |

| | Pitons, circs i escarpaments de l'illa de la Reunió |   |
| Bé natural inscrit l'any 2010. | |   |
| Localització: Reunió | |   |
| \| « \| Aquest lloc abasta la zona central del Parc Nacional de l'Illa de la Reunió, és a dir, una extensió de 100.000 hectàrees equivalent al 40% de la superfície d'aquesta illa, que està situada al sud-oest de l'Oceà Índic i compta amb dos massissos volcànics. Dominat per dos pics volcànics, el lloc posseeix un conjunt de escarpaments, congostos i llacunes amb boscos, que formen un paisatge espectacular. És l'hàbitat natural d'una gran varietat de plantes amb un alt grau d'endemisme. Els boscos umbrófils subtropicals, els boscos de boira i les landes que poblen el lloc formen tot un mosaic d'ecosistemes i un paisatge de característiques excepcionals.(UNESCO/BPI)[34] \| » \| | |   |
| « | Aquest lloc abasta la zona central del Parc Nacional de l'Illa de la Reunió, és a dir, una extensió de 100.000 hectàrees equivalent al 40% de la superfície d'aquesta illa, que està situada al sud-oest de l'Oceà Índic i compta amb dos massissos volcànics. Dominat per dos pics volcànics, el lloc posseeix un conjunt de escarpaments, congostos i llacunes amb boscos, que formen un paisatge espectacular. És l'hàbitat natural d'una gran varietat de plantes amb un alt grau d'endemisme. Els boscos umbrófils subtropicals, els boscos de boira i les landes que poblen el lloc formen tot un mosaic d'ecosistemes i un paisatge de característiques excepcionals.(UNESCO/BPI) | » |

| | Ciutat episcopal d'Albi |   |
| Bé cultural inscrit l'any 2010. | |   |
| Localització: Occitània | |   |
| \| « \| Situada al sud-oest de França, a la vora del riu Tarn, l'antiga ciutat d'Albi és una mostra del desenvolupament florent d'un conjunt arquitectònic i urbà medieval del que són testimonis, encara avui, el Pont Vell i el raval de Sant-Salvi amb seva col·legiata (segles x i xi). Al segle xiii, després de la croada albigesa contra els càtars, Albi va arribar a ser una poderosa ciutat episcopal. Construïda durant aquest mateix segle en estil gòtic meridional, summament original, amb maons de tons vermells i ataronjats fabricats in situ, la seva catedral fortificada domina el conjunt de la ciutat i il·lustra el poder recobrat pel clergat catòlic romà al terme de la creuada. En les proximitats de l'edifici catedralici, envoltat per barris d'habitatges que daten de l'Edat Mitjana, s'alça, dominant el riu, el vast palau episcopal de la Berbie. La ciutat episcopal d'Albi està constituïda per un conjunt coherent i homogeni de monuments i barris que gairebé no ha experimentat canvis importants amb el córrer dels segles. (UNESCO/BPI)[35] \| » \| | |   |
| « | Situada al sud-oest de França, a la vora del riu Tarn, l'antiga ciutat d'Albi és una mostra del desenvolupament florent d'un conjunt arquitectònic i urbà medieval del que són testimonis, encara avui, el Pont Vell i el raval de Sant-Salvi amb seva col·legiata (segles x i xi). Al segle xiii, després de la croada albigesa contra els càtars, Albi va arribar a ser una poderosa ciutat episcopal. Construïda durant aquest mateix segle en estil gòtic meridional, summament original, amb maons de tons vermells i ataronjats fabricats in situ, la seva catedral fortificada domina el conjunt de la ciutat i il·lustra el poder recobrat pel clergat catòlic romà al terme de la creuada. En les proximitats de l'edifici catedralici, envoltat per barris d'habitatges que daten de l'Edat Mitjana, s'alça, dominant el riu, el vast palau episcopal de la Berbie. La ciutat episcopal d'Albi està constituïda per un conjunt coherent i homogeni de monuments i barris que gairebé no ha experimentat canvis importants amb el córrer dels segles. (UNESCO/BPI) | » |

| | Paisatge cultural agropastoral mediterrani de Causses i Cévennes |   |
| Bé cultural inscrit l'any 2011. | |   |
| Localització: Occitània | |   |
| \| « \| Es tracta d'un entorn de muntanya situat al sud de França amb valls profundes que és representatiu de la relació entre els sistemes agropastorals i el seu entorn biofísic, en particular a través de cañadas. Els pobles i les importants granges de pedra existents a les profundes terrasses dels altiplans calcaris de les Causses reflecteixen l'organització de les abadies des del segle xi. Mont Lozère, situat dins del lloc inscrit, és un dels últims llocs on encara es practica la transhumància estival. (UNESCO/BPI)[36] \| » \| | |   |
| Múltiples ubicacions: Parc natural regional de les Grands Causses i Parc Nacional de les Cevenes. | |   |
| « | Es tracta d'un entorn de muntanya situat al sud de França amb valls profundes que és representatiu de la relació entre els sistemes agropastorals i el seu entorn biofísic, en particular a través de cañadas. Els pobles i les importants granges de pedra existents a les profundes terrasses dels altiplans calcaris de les Causses reflecteixen l'organització de les abadies des del segle xi. Mont Lozère, situat dins del lloc inscrit, és un dels últims llocs on encara es practica la transhumància estival. (UNESCO/BPI) | » |

| Palafits a Itàlia Llac de Clairvaux | Llocs palafítics prehistòrics al voltant dels Alps |   |
| Palafits a Itàlia Llac de Clairvaux | Bé cultural inscrit l'any 2011. |   |
| Palafits a Itàlia Llac de Clairvaux | Aquest bé és compartit amb Alemanya, Àustria, Eslovènia, Itàlia i Suïssa |   |
| Palafits a Itàlia Llac de Clairvaux | Localització: Alvèrnia-Roine-Alps |   |
| Palafits a Itàlia Llac de Clairvaux | Zona de protecció: 274 ha - Zona d'influència: 3961 ha. |   |
| Palafits a Itàlia Llac de Clairvaux | \| « \| Aquest lloc comprèn 111 llocs amb vestigis d'assentaments humans prehistòrics en palafits, és a dir, habitatges edificats sobre pilots. Situats dins de la zona dels Alps i en el seu entorn, aquests vestigis daten del període comprès entre el cinquè mil·lenni i el segle V a.C. i estan situats a la vora de llacs, rius i pantans. Les excavacions arqueològiques, efectuades només en alguns llocs fins a la data, han proporcionat elements que donen una visió de la vida diària de l'home del Neolític i de l'Edat de Bronze a l'Europa Alpina, així com de la seva interacció amb el medi ambient. A Suïssa es troben cinquanta-sis dels llocs que integren el lloc. Aquests assentaments humans, que formen un conjunt únic de vestigis arqueològics excepcionalment ben conservats i extraordinàriament rics en el pla cultural, constitueixen una de les més importants fonts per a l'estudi de les societats agràries primitives de la regió. (UNESCO/BPI)[37] \| » \| |   |
| Palafits a Itàlia Llac de Clairvaux | Múltiples ubicacions: (A França) A Franc Comtat: Gran Llac de Clairvaux i Riba occidental del Llac de Chalain. A Ródado-Alpes: zona sur del Lago de Aiguebelette, Bahía de Grésine, Bahía de Châtillon, Saint-Pierre-de-Curtille, litoral de Tresserve, litoral de Chens-sur-Léman, maresmes de Saint-Jorioz, cresta de Châtillon i el sector dels Mongets. |   |
| «                                   | Aquest lloc comprèn 111 llocs amb vestigis d'assentaments humans prehistòrics en palafits, és a dir, habitatges edificats sobre pilots. Situats dins de la zona dels Alps i en el seu entorn, aquests vestigis daten del període comprès entre el cinquè mil·lenni i el segle V a.C. i estan situats a la vora de llacs, rius i pantans. Les excavacions arqueològiques, efectuades només en alguns llocs fins a la data, han proporcionat elements que donen una visió de la vida diària de l'home del Neolític i de l'Edat de Bronze a l'Europa Alpina, així com de la seva interacció amb el medi ambient. A Suïssa es troben cinquanta-sis dels llocs que integren el lloc. Aquests assentaments humans, que formen un conjunt únic de vestigis arqueològics excepcionalment ben conservats i extraordinàriament rics en el pla cultural, constitueixen una de les més importants fonts per a l'estudi de les societats agràries primitives de la regió. (UNESCO/BPI)                     | » |

| | Conca minera de la regió Nord-Pas de Calais |   |
| Bé cultural inscrit l'any 2012. | |   |
| Localització: Alts de França | |   |
| \| « \| Aquesta conca minera és notable per la forma en què l'extracció del carbó ha configurat el seu paisatge al llarg d'uns tres segles, des de 1700 fins a la segona meitat del segle xx. El lloc abasta 120.000 hectàrees i comprèn 109 elements diferents: pous de mines (el més antic data de 1850), muntacàrregues i ascensors, enderrocs (algunes tenen una superfície de 90 hectàrees i sobrepassen els 140 metres d'altura), infraestructures per al transport del carbó, estacions de ferrocarril, masos d'obrers i pobles miners amb habitatges socials, residències de propietaris i administradors, escoles, esglésies, dispensaris, centres comunitaris, oficines de companyies mineres, seus municipals i altres edificis. El lloc és una mostra dels esforços realitzats des de mitjans del segle xix fins als anys seixanta del segle XX per crear ciutats obreres model i, al mateix temps, constitueix un testimoni d'un període important de la història de la indústria europea. També proporciona un exemple de les condicions vida dels treballadors i de la solidaritat obrera generada per elles.(UNESCO/BPI)[38] \| » \| | |   |
| « | Aquesta conca minera és notable per la forma en què l'extracció del carbó ha configurat el seu paisatge al llarg d'uns tres segles, des de 1700 fins a la segona meitat del segle xx. El lloc abasta 120.000 hectàrees i comprèn 109 elements diferents: pous de mines (el més antic data de 1850), muntacàrregues i ascensors, enderrocs (algunes tenen una superfície de 90 hectàrees i sobrepassen els 140 metres d'altura), infraestructures per al transport del carbó, estacions de ferrocarril, masos d'obrers i pobles miners amb habitatges socials, residències de propietaris i administradors, escoles, esglésies, dispensaris, centres comunitaris, oficines de companyies mineres, seus municipals i altres edificis. El lloc és una mostra dels esforços realitzats des de mitjans del segle xix fins als anys seixanta del segle XX per crear ciutats obreres model i, al mateix temps, constitueix un testimoni d'un període important de la història de la indústria europea. També proporciona un exemple de les condicions vida dels treballadors i de la solidaritat obrera generada per elles.(UNESCO/BPI) | » |

| | Gruta ornamentada de Pont d'Arc, anomenada Gruta Chauvet-Pont d'Arc (Ardêche) |   |
| Bé cultural inscrit l'any 2014. | |   |
| Localització: Alvèrnia-Roine-Alps | |   |
| \| « \| Descripció: En aquest lloc, situat al sud de França, en un altiplà calcària del riu Ardèche, es troben els dibuixos figuratius més antics i millor conservats del món. Realitzats en el Període Aurinyacià (és a dir, entre 30.000 i 32.000 anys enrere), aquests dibuixos constitueixen un testimoni excepcional de l'art prehistòric. Fa uns 20.000 anys, un despreniment de roques va tancar hermèticament l'entrada de la gruta fins a la seva troballa en 1994, la qual cosa va permetre que es conservés en el seu estat primigeni. Fins a la data s'han pogut catalogar més de 1.000 imatges pintades a les parets amb una gran varietat de motius animals i antropomòrfics. La seva qualitat estètica és excepcional i la seva execució posa de manifest el domini de tot un seguit de tècniques: perícia en l'ús dels colors, combinació de la pintura i el gravat, precisió anatòmica, tridimensionalitat i sentit del moviment. Les imatges mostren diverses espècies animals perilloses i difícils d'observar en aquesta època (mamuts, ossos, gats salvatges, rinoceronts, bisons i uros), i també s'han trobat uns 4.000 restes catalogats de fauna prehistòrica i un variat conjunt d'empremtes humanes. (UNESCO)[39] \| » \| | |   |
| « | Descripció: En aquest lloc, situat al sud de França, en un altiplà calcària del riu Ardèche, es troben els dibuixos figuratius més antics i millor conservats del món. Realitzats en el Període Aurinyacià (és a dir, entre 30.000 i 32.000 anys enrere), aquests dibuixos constitueixen un testimoni excepcional de l'art prehistòric. Fa uns 20.000 anys, un despreniment de roques va tancar hermèticament l'entrada de la gruta fins a la seva troballa en 1994, la qual cosa va permetre que es conservés en el seu estat primigeni. Fins a la data s'han pogut catalogar més de 1.000 imatges pintades a les parets amb una gran varietat de motius animals i antropomòrfics. La seva qualitat estètica és excepcional i la seva execució posa de manifest el domini de tot un seguit de tècniques: perícia en l'ús dels colors, combinació de la pintura i el gravat, precisió anatòmica, tridimensionalitat i sentit del moviment. Les imatges mostren diverses espècies animals perilloses i difícils d'observar en aquesta època (mamuts, ossos, gats salvatges, rinoceronts, bisons i uros), i també s'han trobat uns 4.000 restes catalogats de fauna prehistòrica i un variat conjunt d'empremtes humanes. (UNESCO) | » |

| | Obra arquitectònica de Le Corbusier – Contribució excepcional al Moviment Modern |   |
| Bé cultural inscrit l'any 2016. | |   |
| aquest bé és compartit amb Alemanya, Argentina, Bèlgica, Índia, Japó i Suïssa | |   |
| Localització: Lorena, Illa de França, Borgonya - Franc Comtat, Nova Aquitània, Alvèrnia-Roine-Alps i Provença - Alps - Costa Blava | |   |
| Zona de protecció: 98,4838 ha. Zona d'influència: 1.409,384 ha. | |   |
| \| « \| Repartits en set països, els 17 llocs integrants d'aquest bé del patrimoni mundial constitueixen un testimoni de la invenció d'una nova manera d'expressió de l'arquitectura, en clara ruptura amb les seves formes anteriors. Les obres arquitectòniques d'aquests llocs van ser realitzades per Le Corbusier al llarg de cinquanta anys de "recerca pacient", segons les seves pròpies paraules. El Complex del Capitoli de Chandigarh (Índia), el Museu Nacional de Belles Arts d'Occident de Tòquio (Japó), la casa del Dr. Curutchet a La Plata (Argentina) i la Unitat d'Habitatges de Marsella (França), entre altres construccions, posen de manifest les solucions aportades al segle XX pel Moviment Modern al repte de renovar les tècniques arquitectòniques per satisfer les necessitats de la societat. Aquestes obres mestres del geni humà també constitueixen un testimoni de la internacionalització de l'arquitectura a escala planetària. (UNESCO/BPI)[40] \| » \| | |   |
| Múltiples ubicacions: (A França) A Illa de França: Casas La Roche i Jeanneret (París), Villa Saboya i caseta del jardiner (Poissy) i edifici d'apartaments a la Porte Molitor (París/Boulogne-Billancourt). A Aquitània: Ciudad Frugès (Pessac). A Provença-Alps-Costa blava: Unitat d'habitació de Marsella (Marsella) y cabanya de vacances de Le Corbusier (Cabanon de Le Corbusier) (Roquebrune-Cap-Martin). A Lorena: Fàbrica a Saint-Dié (La Manufacture à Saint-Dié) (Saint-Dié-des-Vosges). al Franc Comtat: Capella de Notre-Dame-du-Haut de Ronchamp (Ronchamp). a Roine-Alps: Convent de Santa María de La Tourette (Éveux) i Casa de la Cultura de Firminy (Firminy). | |   |
| « | Repartits en set països, els 17 llocs integrants d'aquest bé del patrimoni mundial constitueixen un testimoni de la invenció d'una nova manera d'expressió de l'arquitectura, en clara ruptura amb les seves formes anteriors. Les obres arquitectòniques d'aquests llocs van ser realitzades per Le Corbusier al llarg de cinquanta anys de "recerca pacient", segons les seves pròpies paraules. El Complex del Capitoli de Chandigarh (Índia), el Museu Nacional de Belles Arts d'Occident de Tòquio (Japó), la casa del Dr. Curutchet a La Plata (Argentina) i la Unitat d'Habitatges de Marsella (França), entre altres construccions, posen de manifest les solucions aportades al segle XX pel Moviment Modern al repte de renovar les tècniques arquitectòniques per satisfer les necessitats de la societat. Aquestes obres mestres del geni humà també constitueixen un testimoni de la internacionalització de l'arquitectura a escala planetària. (UNESCO/BPI) | » |

| | Taputapuātea |   |
| Bé cultural inscrit l'any 2017. | |   |
| Localització: Illa Raiatea, a la Polinèsia francesa. | |   |
| Zona de protecció: 2.124 ha. Zona d'influència: 3.363 ha. | |   |
| \| « \| Situat a l'illa de Raiatea, el lloc de Taputapuātea es troba en el centre del «Triangle Polinesi», una vasta extensió de petits arxipèlags de l'Oceà Pacífic que ha estat l'última part del món poblada per societats humanes. El territori del lloc comprèn dues valls boscoses, una porció de la llacuna, l'escull coral·lí de l'illa i una zona de mar obert. Enmig d'aquest paisatge típicament polinesi es troba la marae Taputapuātea, un recinte format per un pati pavimentat amb una gran pedra en el centre, destinat a la celebració d'actes polítics, cerimònies religioses i ritus funeraris. Molt esteses per tota la Polinèsia, les marae indicaven el punt d'intersecció entre el món dels vius i el dels avantpassats morts. Taputapuātea representa un testimoni excepcional de la civilització mā'ohi, l'antiguitat de la qual es remota a uns mil anys enrere. (UNESCO/BPI)[41] \| » \| | |   |
| « | Situat a l'illa de Raiatea, el lloc de Taputapuātea es troba en el centre del «Triangle Polinesi», una vasta extensió de petits arxipèlags de l'Oceà Pacífic que ha estat l'última part del món poblada per societats humanes. El territori del lloc comprèn dues valls boscoses, una porció de la llacuna, l'escull coral·lí de l'illa i una zona de mar obert. Enmig d'aquest paisatge típicament polinesi es troba la marae Taputapuātea, un recinte format per un pati pavimentat amb una gran pedra en el centre, destinat a la celebració d'actes polítics, cerimònies religioses i ritus funeraris. Molt esteses per tota la Polinèsia, les marae indicaven el punt d'intersecció entre el món dels vius i el dels avantpassats morts. Taputapuātea representa un testimoni excepcional de la civilització mā'ohi, l'antiguitat de la qual es remota a uns mil anys enrere. (UNESCO/BPI) | » |

### Llista indicativa
La llista indicativa és un inventari d'aquells béns o propietats en la qual cada estat pretén considerar per nominació a ser Patrimoni de la Humanitat en els anys següents.
Els països són encarregats d'enviar aquesta llista indicativa al Comitè del Patrimoni Mundial de la Humanitat de la UNESCO, les propietats incloses seran considerades com un bé excepcional ja sigui per criteris naturals o culturals causa del seu valor universal i, per tant, candidat a ser inscrit a la llista de Patrimoni de la Humanitat. A França, la llista indicativa va ser revisada per última vegada el 6 de setembre de 2016
França ha presentat els següents llocs:
|  | Llocs megalítics de Carnac Be cultural Proposat l'any 1996. Bretanya |
|  | Catedral de Saint-Denis Be cultural Proposat l'any 1996. Illa de França |
|  | Roan: paisatge urbà amb els boscos, la catedral i les esglésies de Abadia de Saint-Ouen i Saint-Maclou Be cultural Proposat l'any 1996. Alta Normandia                                 |
|  | Palau de Vaux-le-Vicomte Bé cultural Proposat l'any 1996. Illa de França |
|  | Les ciutats fortificades dels Països Baixos Bé cultural Proposat l'any 1996. Alts de França i Gran Est, compartit amb Bèlgica i els Països Baixos.                                     |
|  | Bosc de Fontainebleau Bé cultural Proposat l'any 1996. Illa de França |
|  | Muntanya Sainte-Victoire i llocs de Cézanne Bé mixt Proposat l'any 1996. Provença-Alps-Costa Blava                                                                                     |
|  | Conjunt de grutes del sud de França Bé natural Proposat l'any 2000. Occitània |
|  | Parc nacional de la Vanoise Bé natural Proposat l'any 2000. Alvèrnia-Roine-Alps |
|  | Massís del Mont Blanc Bé natural Proposat l'any 2000. Alvèrnia-Roine-Alps |
|  | La Camarga Bé natural Proposat l'any 2002 Provença-Alps-Costa Blava |
|  | Estret de Bonifacio Bé natural Proposat l'any 2002. Còrsega |
|  | Parc Nacional dels Escrinhs Bé natural Proposat l'any 2002. Provença-Alps-Costa Blava i Alvèrnia-Roine-Alps                                                                            |
|  | Parc nacional de Port Cros Bé natural Proposat l'any 2002. Provença-Alps-Costa Blava                                                                                                   |
|  | Salines de Guérande Bé mixt Proposat l'any 2002. Borgonya - Franc Comtat |
|  | Ribes mediterrànies dels Prineus Bé mixt Proposat l'any 2002. Occitània |
|  | Rada de Marsella Bé cultural Proposat l'any 2002. Provença-Alps-Costa Blava |
|  | Ciutats antigues del Narbonesat i el seu territori: Nemausus, Arle, Glanum, aqüeductes, Via Domitia Bé cultural Proposat l'any 2002. Occitània                                         |
|  | Línies fèrries de la Cerdanya Bé cultural Proposat l'any 2002. Occitània |
|  | Office national d'études et de recherches aérospatiales (Oficina Nacional d'Estudis e Investigacions Aeroespacials), a Meudon Bé cultural Proposat l'any 2002. Illa de França          |
|  | Hangar Y Bé cultural Proposat l'any 2002. Illa de França |
|  | Antiga xocolateria Menier a Noisiel Bé cultural Proposat l'any 2002. Illa de França |
|  | Far de Cordouan Bé cultural Proposat l'any 2002. Nova Aquitània |
|  | Centre antic de Sarlat Bé cultural Proposat l'any 2002. Nova Aquitània |
|  | Arsenal de Rochefort i fortificacions de l'estuari del Charente Be cultural Proposat l'any 2002. Nova Aquitània                                                                        |
|  | El lloc sagrat de Tapu-tapu-ātea/ Te Pō, valle de Ō-po-ä Bé cultural Proposat l'any 2010. Polinèsia Francesa                                                                           |
|  | Illes Marqueses Bé mixt Proposat l'any 2010. Polinèsia Francesa |
|  | Cadena de puys i falles de Limagne Bé natural Proposat l'any 2011. Alvèrnia |
|  | Nimes, de l'antiguitat al present Be cultural Proposat l'any 2012. Occitània |
|  | Espai transfronterer Marittime-Mercantour (Alpes del Mar) Bé natural Proposat l'any 2013. Provença-Alps-Costa Blava                                                                    |
|  | Àrees volcàniques i forestals de Martinica Bé natural Proposat l'any 2014. Martinica                                                                                                   |
|  | Les platges del Desembarcament de Normandia, 1944 Be cultural Proposat l'any 2014. Baixa Normandia                                                                                     |
|  | Llocs funeraris i memorials de la Primera Guerra Mundial (Front Oest) Be cultural Proposat l'any 2014. Alts de França, Illa de França, Xampanya-Ardenes, Lorena, Alsacia iFranc Comtat |
|  | Metz reial i imperial, joia de poder, confrontacions estilístiques i identitat urbana Be cultural Proposat l'any 2014. Gran Est                                                        |
|  | Grans spas d'Europa Be cultural Proposat l'any 2014. Alvèrnia |
|  | De la Gran Illa al Neustadt, una escena urbana europea Be cultural Proposat l'any 2015. Gran Est                                                                                       |
|  | Reserva natural nacional de las Terres Australs Franceses Bé natural Proposat l'any 2016. Terres Australs i Antàrtiques Franceses                                                      |

## Patrimoni cultural immaterial
Actualment França té 15 elements inscrits a la llista del Patrimoni Cultural Immaterial:
| « | La tradició dels gegants i dracs processionals abasta un conjunt original de manifestacions populars festives i representacions rituals. Aquestes efígies van aparèixer per primera vegada en les processons religioses a la fi del segle xiv en molts pobles europeus i són l'emblema d'identitat de certes ciutats belgues (Ath, Brussel·les, Dendermonde, Mechelen i Mons), i franceses (Cassel, Douai, Pézenas i Tarascon), on segueixen sent tradicions vivents. Els gegants i dracs són grans ninots que mesuren fins a nou metres d'altura i que poden pesar fins a 350 quilos. Representen herois o animals mítics, personalitats locals contemporànies, personatges històrics, bíblics o llegendaris. S'escenifica el combat de Sant Jordi i el Drac a Mons; el cavall Bayardo de la llegenda de Carlemany desfila en Dendermonde; Reuze Papa i Reuze Mamà, personatges populars i familiars, desfilen en Cassel. Les representacions, que barregen sovint processons profanes i cerimònies religioses, varien d'una ciutat a una altra, però sempre segueixen un ritual molt precís, en el qual el gegant està sovint relacionat amb la història, la llegenda o la vida de la ciutat. Gegants i dracs animen així les festes populars a les que són els actors principals com a mínim un cop l'any, ja que cada gegant té la seva festa en una data fixa. Representen escenes històriques i ballen en els carrers acompanyats de xarangues i grups de persones disfressades. La multitud segueix la comitiva i són molts els que participen en els preparatius i en les diferents etapes de la festa. La fabricació d'un gegant, així com el seu manteniment permanent, requereix mesos de treball i coneixements de diferents tècniques, donada la varietat de materials utilitzats. Encara que aquestes manifestacions no estan amenaçades de desaparició per ara, pateixen una sèrie de pressions com les transformacions dels centres urbans i l'increment del turisme, que van en detriment del caràcter popular i espontani de la festa.(UNESCO/BPI) | » |

| « | La finalitat del traçat de carcasses de fusta consisteix a executar amb mestria el disseny de les tres dimensions d'una edificació complexa en fusta. Aquest coneixement tècnic tradicional, que va a contracorrent de l'estandardització contemporània, valoritza el paper del constructor de l'edifici, imprimint a les estructures d'aquest un caràcter creatiu. La tècnica del traçat agrupa procediments gràfics utilitzats en França des del segle xiii, que permeten dibuixar amb precisió els volums reals d'un edifici, els seus entrellaçaments i les característiques dels seus components de fusta. Aquesta tècnica s'ensenya com a disciplina especial, totalment diferenciada de la teoria i la pràctica de l'arquitectura. Gràcies a aquest procediment, el fuster pot determinar i fabricar prèviament els components que necessitarà la construcció, per molt complexos que siguin. També pot tenir la certesa que en el moment d'instal·lar la carcassa totes les seves peces encaixaran perfectament. Els fusters, agrupats en gremis professionals, atorguen a l'art del traçat un significat simbòlic i iniciàtic que mantenen secret. Aquesta tècnica ocupa un lloc central en el sistema de valors de les societats gremials que integren els "Compagnons du Tour de France", per exemple. L'ensenyament especialitzada del traçat s'imparteix actualment en diverses desenes de centres de formació, gremis artesanals i empreses. (UNESCO/BPI) | » |

| « | La tapisseria artesanal d'Aubusson és un art tradicional secular que consisteix a teixir una imatge, segons els procediments utilitzats en aquesta i altres localitats del departament francès del Creuse. Amb aquesta tècnica artesanal es fabriquen sobretot domassos murals de grans dimensions, així com catifes i teixits per a mobles. Les tapisseries d'Aubusson s'executen amb imatges de qualsevol estil artístic preparades per un especialista en la pintura de cartrons. El teixit el fa a mà, en el revers de la tapisseria, un muntador de llisos que se serveix d'un teler col·locat horitzontalment i utilitza fils de llana tenyits artesanalment in situ. Aquesta tècnica d'execució exigeix un temps considerable i suposa un cost elevat. Els tapissos d'Aubusson han arribat a ser un element de referència de primer ordre en el món sencer, fins al punt que aquest nom propi ha arribat a adoptar com a nom comú en alguns idiomes. La producció de tapissos a les localitats d'Aubusson i Felletin proporciona treball suficient per mantenir en activitat tres empreses petites i uns deu muntadors de llisos autònoms, induint a més una altra sèrie d'activitats importants (producció i filat de la llana, comerç, productes derivats, museu, exposicions i turisme). Per mantenir estable el nivell d'activitat i evitar el trencament de la cadena de transmissió de la tècnica artesanal, cal atraure les joves generacions als oficis de la tapisseria i promoure aquest patrimoni artístic. (UNESCO/BPI) | » |

| « | El Maloya és un estil de música, cant i dansa natiu de l'illa de la Reunió. Mestís des dels seus orígens, el Maloya és una creació dels esclaus malgaixos i africans de les plantacions de canya de sucre, que després van fer seva tots els habitants de l'illa. En els seus inicis revestia la forma d'un diàleg entre un solista i un cor acompanyat d'instruments de percussió, però avui està cobrant formes cada vegada més variades tant en les lletres de les seves cançons com en els instruments utilitzats (djembés, sintetitzadors, bateries, etc...). Cantat i ballat en escena per artistes professionals o semiprofessionals, el Maloya s'ha barrejat amb el rock, el reggae i el jazz, i inspira la poesia i el "slam". En els seus orígens el Maloya acompanyava els ritus de veneració dels avantpassats, però de mica en mica va anar transformant-se en cant de lament i protesta dels esclaus. En els últims trenta anys s'ha convertit en una música representativa de la identitat de la població illenca. En tots els esdeveniments culturals, polítics i socials de l'illa és present el Maloya, que s'ha convertit en un vector de reafirmació dels drets cívics. Avui en dia, aquesta música es manté viva gràcies a uns 300 grups musicals registrats -en alguns dels quals hi ha artistes mundialment coneguts- i a l'ensenyament musical especialitzada que s'imparteix al Conservatori de la Reunió. Factor d'identitat nacional, exemple de mestissatge, portador essencial de valors morals i model d'integració cultural, el Maloya es veu no obstant amenaçat per l'evolució social, la desaparició de les seves figures més importants i l'extinció del culte als avantpassats. (UNESCO/BPI) | » |

| « | La paghjella és un cant tradicional cors interpretat per homes. Combina tres registres de veus que interpreten les melodies sempre en el mateix ordre: la segonda, que inicia el cant, dona el to i canta la melodia principal; el Bassu, que segueix a la veu anterior, acompanyant-la i donant-li suport; i la terza, que és la veu més alta i enriqueix el cant. La paghjella recorre àmpliament a l'eco i es canta a capella en diverses llengües, en particular en cors, sard, llatí i grec. En ser litúrgic i profà a la vegada, aquest cant s'interpreta amb motiu de diversos esdeveniments festius, socials i religiosos, als bars i places dels pobles, o durant les misses, processons i fires agràries. Es transmet principalment per via oral, mitjançant l'observació i l'escolta, la imitació i la immersió, en els oficis religiosos quotidians als quals assisteixen els nens i en els cors parroquials formats per adolescents. Malgrat els esforços realitzats pels qui la practiquen per reactivar el seu repertori, la paghjella ha perdut de mica en mica la seva vitalitat a causa de la brusca disminució de la transmissió oral ocasionada per l'emigració dels joves i al consegüent empobriment del seu repertori. Si no s'adopten mesures per a protegir-la, la paghjella desapareixerà en la seva forma actual i sobreviurà exclusivament com un producte turístic mancat de la vinculació amb la comunitat que li dona el seu ple sentit. (UNESCO/BPI) | » |

| « | El sistema de gremis francès constitueix un mitjà excepcional per transmetre coneixements teòrics i pràctics propis dels oficis relacionats amb el treball de la pedra, la fusta, el cuir, els metalls i els tèxtils, o amb la preparació d'aliments. La seva originalitat es deu a una síntesi de mètodes i procediments de transmissió del coneixement molt diversos: viatge educatiu pel territori nacional, anomenat la "Volta a França", o per països estrangers, ritus d'iniciació, ensenyament escolar, aprenentatge tradicional i adquisició de tècniques. Formen part del moviment gremial unes 45.000 persones que són membres d'una de les tres categories gremials. Els joves amb 16 anys complerts que desitgen adquirir o perfeccionar competències en un ofici determinat poden sol·licitar el seu ingrés com a aprenents en una comunitat gremial. La seva formació professional dura, de mitjana, uns cinc anys, durant els quals l'aprenent es desplaça periòdicament d'una ciutat a una altra, tant en França com a l'estranger, per anar descobrint diferents tipus de coneixements i de mètodes de transmissió dels mateixos. Per poder al seu torn transmetre els seus coneixements, l'aprenent ha d'executar una "obra mestra" que és examinada i avaluada per mestres en l'ofici. En general, es considera que el moviment gremial és l'últim sistema capaç d'aplicar i ensenyar determinades tècniques ancestrals, de garantir una formació excel·lent per a l'exercici d'oficis artesanals, d'unir estretament el desenvolupament de la persona i l'aprenentatge d'un ofici, i de practicar ritus d'iniciació gremials. (UNESCO/BPI) | » |

| « | El menjar gastronòmic dels francesos és una pràctica social consuetudinària que té per objecte celebrar els esdeveniments més importants de la vida de persones i grups, com naixements, matrimonis, aniversari, èxits i retrobaments. És un menjar festiu en què els comensals reunits practiquen l'art del bon menjar i del bon beure. El menjar gastronòmic subratlla la importància que tenen el fet de sentir-se a gust junts, el plaer de degustar menges i begudes, i l'harmonia entre els éssers humans i els productes de la natura. Els seus elements més importants comprenen, entre d'altres, els següents: una selecció acurada dels plats que es van a preparar, escollint-entre els d'un receptari en augment constant; la compra de productes de qualitat, locals de preferència, els sabors concordin; l'harmonització de les menges amb els vins; l'ornamentació de la taula; i l'acompanyament del consum dels plats amb gestos específics, com olorar i tastar. El menjar gastronòmica s'ha d'ajustar a un esquema predeterminat: ha de començar per un aperitiu i finalitzar amb la presa d'una copa de licor, i ha de comprendre com a mínim quatre plats: entremesos, peix o carn amb acompanyament de verdures o llegums, formatges i postres. Les persones reconegudes com gastrònoms, que posseeixen un coneixement profund de la tradició culinària i preserven la memòria d'aquesta, vetllen per una pràctica viva dels ritus gastronòmics i els transmeten, oralment o per escrit, a les generacions més joves. El menjar gastronòmica contribueix a l'estrenyiment dels llaços familiars i amistosos, i en un pla més general reforça els vincles socials. (UNESCO/BPI) | » |

| « | L'encaix d'agulla d'Alençon es fabrica amb una tècnica artesanal única en el seu gènere, practicada a la ciutat d'aquest nom, que està situada al nord-oest de França, a la regió de Normandia. Aquest encaix d'agulla deu el seu excepcionalitat a l'alt nivell de competència artesanal que requereix, així com al llarguíssim temps necessari per a la seva producció (set hores per centímetre quadrat). Les peces de tèxtil amb calats realitzades amb aquesta tècnica s'utilitzen com ornaments religiosos o profans. Cada peça consta de motius units entre si per una malla brodada molt fina. La seva execució passa per una sèrie d'etapes successives: dibuix i perforació del motiu en pergamí, realització dels motius i les malles de fons, execució clàssica del brodat dels motius, creació d'ombres amb farcits, ornamentació amb diversos elements i creació de relleus amb recamadors. A continuació se separa l'encaix del pergamí amb una fulla d'afaitar, es despunta i es poleixen els farcits amb una pinça de llamàntol. Les puntaires dominen totes i cadascuna de les fases de realització de la punta i els seus coneixements només es poden transmetre per mitjà d'un aprenentatge pràctic. Per arribar a dominar per complet la tècnica de l'encaix d'agulla d'Alençon, es necessita una formació de set a deu anys de durada. El mètode d'aprenentatge requereix una estreta relació entre la mestra puntaire i la seva aprenenta, i es basa exclusivament en la transmissió oral i l'ensenyament pràctic. (UNESCO/BPI) | » |

| « | L'equitació tradicional francesa és un art de cavalcar que es caracteritza per la posada en relleu de les relacions harmonioses entre l'home i el cavall. Els principis i procediments fonamentals de l'ensinistrament del cavall es guien per l'ànim de no recórrer a la violència amb ell i no obligar-, combinant les exigències del cavaller amb el respecte del cos i el temperament de l'animal. El coneixement de l'anatomia, fisiologia i psicologia de l'animal, així com el del cos i les emocions de l'ésser humà, es complementen amb la inculcació al cavaller d'una mentalitat guiada per l'adquisició de competències tècniques i el respecte al cavall. La fluïdesa de moviments i la flexibilitat de les articulacions garanteixen la col·laboració de l'animal en els exercicis, sense recórrer a coercions. Tot i que la equitació tradicional francesa es practica en França i en altres parts del món, l'equip de cavallers més conegut és el que forma el "Quadre Negre" de la ciutat de Saumur, on té la seu l'Escola Nacional d'Equitació. El denominador comú d'aquest equip és el desig d'establir una relació estreta amb el cavall, basada en el respecte mutu i encaminada a aconseguir "la delicadesa". La cooperació entre les generacions de cavallers és sòlida, imbuïda de respecte pels més veterans i dinamitzada per l'entusiasme dels més joves. La regió de Saumur és un viver de mestres d'equitació, ramaders, artesans (guarnicioners, sabaters i ferrers) i serveis veterinaris. Les freqüents exhibicions i gales del "Quadre Negre" de Saumur contribueixen a mantenir la notorietat de l'equitació tradicional francesa. (UNESCO/BPI) | » |

| « | Al principi, l'home va utilitzar l'art de la falconeria per procurar-se aliments, però la seva evolució posterior va fer que avui dia estigui vinculat principalment a la conservació de la naturalesa, al patrimoni cultural i a les activitats socials de les comunitats. De conformitat amb les seves tradicions i principis ètics, els falconers domen, alimenten i ensinistren per al vol aus de presa -falcònids, i també àguiles i accipítrids-, creant un vincle amb elles i convertint-se en els seus principals protectors. Practicat en molts països de tot el món, l'art de la falconeria pot presentar algunes variants pràctiques -per exemple, en els equipaments utilitzats- però els seus mètodes són sempre anàlegs. Els falconers es consideren un grup específic. De vegades viatgen junts durant setmanes, caçant i explicant-després mútuament les vicissituds de cada jornada a les vetllades que organitzen. Consideren que la falconeria els uneix al passat, especialment quan pertanyen a comunitats en què aquest art representa un dels seus últims vincles amb el medi ambient natural i la seva cultura tradicional. Les pràctiques i coneixements relacionats amb aquest element del patrimoni cultural immaterial es transmeten de generació en generació al si de les famílies, així com mitjançant sistemes de tutoria formal i aprenentatge o cursos de formació impartits en clubs i escoles. En alguns països cal aprovar un examen de nivell nacional per ser falconer. La celebració de trobades i festivals permet a les comunitats de falconers intercanviar coneixements, fomentar la diversitat i sensibilitzar més al públic al valor del seu art. (UNESCO/BPI) | » |

| « | El fest-noz és una reunió festiva basada en l'execució col·lectiva de danses tradicionals de Bretanya al compàs de cants o músiques instrumentals. El potent moviment cultural bretó ha preservat la pràctica -vivent i constantment renovada- de repertoris de dansa heretats del passat que contenen centenars de variants i milers de melodies. Cada any se celebren uns mil fest-noz amb un nombre de participants que varia entre cent i diversos milers. Els músics i cantants que actuen en aquestes reunions festives es compten per milers i les persones que van regularment a ballar a elles per desenes de milers. A més de la pràctica del ball, aquesta festa es caracteritza pel gran esperit de companyonia que regna entre els cantants, músics i ballarins, la gran diversitat social i generacional dels participants, i l'obertura als altres. Tot i que la transmissió d'aquest element del patrimoni cultural s'efectua tradicionalment mitjançant immersió, observació i imitació, es compten per centenars els adeptes d'aquesta pràctica cultural que han col·laborat amb els dipositaris de la mateixa per recopilar repertoris i establir les bases de noves modalitats de transmissió. A més, avui en dia el fest-noz és un important ferment d'experiències musicals i ha generat una autèntica economia cultural. Són molt nombrosos les trobades entre els cantants, músics i ballarins bretons i els d'altres cultures. A més, molts dels nous habitants de pobles de Bretanya utilitzen el fest-noz com a mitjà d'integració, tenint en compte la importància que aquesta reunió festiva té en el sentiment d'identitat i continuïtat dels bretons. (UNESCO/BPI) | » |

| « | Les ostensions septennals llemosines són cerimònies i processons grandioses que s'organitzen cada set anys per mostrar i venerar relíquies de sants de l'Església Catòlica conservades en esglésies de la regió de Llemotges. Les festivitats, que gaudeixen d'un ampli suport a les ciutats i pobles d'aquesta regió, atrauen un gran nombre de persones que es congreguen per veure com els reliquiaris són portats en processó per diferents localitats engalanades, amb acompanyament de banderes, estendards i personatges històrics vestits amb vestits d'època. Les ostensions són patrimoni comú de la població llemosina en el seu conjunt i tots els habitants de la regió -siguin o no catòlics- es consideren dipositaris d'aquesta tradició. Tot un seguit de germandats i comitès participen activament en la transmissió oral i escrita dels coneixements, així com en el traspàs d'objectes que guarden relació amb aquesta pràctica cultural. La preparació de les ostensions comença amb un any d'antelació en els municipis, i són molt nombrosos els artesans, rectors, regidors, voluntaris i organismes caritatius que mobilitzen els seus coneixements i competències pràctiques per a organitzar les festivitats i fer reviure la memòria d'aquest element del patrimoni cultural. La preparació de les festivitats contribueix també al reforçament dels vincles socials i les festivitats pròpiament dites no només propicien la integració social dels que van viure abans a la regió i dels nouvinguts a aquesta, sinó que a més ofereixen una ocasió perquè les famílies es reuneixin de nou, ja que els parents que van marxar de la regió solen tornar-hi per participar en les celebracions. (UNESCO/BPI) | » |

| « | Present en tots els grups ètnics i religiosos de la població de l'illa de Guadalupe, el "gwoka" és una expressió cultural que combina els cants responsorials en crioll guadalupeny, les danses i els sons de tambors anomenats "ca". En la seva forma tradicional, el "gwoka" agrupa aquests tres àmbits d'expressió i valoritza en particular els dots individuals d'improvisació. Els participants i el públic formen un cercle en el qual van entrant, per torn, els ballarins i solistes, que es col·loquen davant de l'orquestra de tambors. En públic toca les palmes i corea la tornada imposat pel solista. Són milers de persones les que practiquen el "gwoka" en vetllades públiques a l'aire lliure, en què el cercle format pels assistents es converteix en el lloc de revelació i valorització del talent individual dels participants. Els coneixements pràctics necessaris per saber tocar i fabricar els "ca", es transmeten de manera informal al si de les famílies i cercles d'amics, tot i que cada vegada és més freqüent que s'adquireixin en tallers del sistema d'educació formal o en escoles de dansa i música tradicionals. El "gwoka" és un dels elements culturals més característics de la societat guadalupenya i els seus practicants actuals estan explorant noves vies per les seves músiques, danses i cants. Aquest element del patrimoni cultural està vinculat a moments importants de la vida de les persones, festivitats i esdeveniments d'índole cultural o profana, i també acompanya els moviments de protesta de caràcter social i polític. El "gwoka" reforça la identitat de la comunitat i infon un sentiment d'autoestima col·lectiva i orgull individual, transmetent valors de convivència, resistència i dignitat.(UNESCO/BPI) | » |

| « | A la regió pirinenca les festes del foc tenen lloc tots els anys durant la nit del solstici d'estiu. Quan cau la nit, els habitants baixen amb torxes enceses des dels cims de les muntanyes cap als seus pobles i ciutats, calant foc a tot un seguit de fogueres preparades a la manera tradicional. Per als joves, el descens de la muntanya és un esdeveniment d'especial importància, ja que simbolitza el seu pas de l'adolescència a l'edat adulta. Es considera que les festes del foc constitueixen una ocasió per regenerar els vincles socials i enfortir els sentiments de pertinença, identitat i continuïtat de les comunitats, d'aquí que la seva celebració vagi acompanyada de menjars col·lectius i cants i balls folklòrics. De vegades s'assignen funcions específiques a determinades persones: en alguns municipis és l'alcalde qui encén la primera foguera, i en altres és un sacerdot què la il·lumina o beneeix. En algunes comarques, és l'últim veí jovençà del poble qui encén el foc i encapçala la marxa de descens des de la muntanya. En altres parts, les joves solteres esperen l'arribada dels portadors de torxes als pobles per donar-los la benvinguda amb vi i dolços. L'endemà al matí, els veïns recullen les brases i cendres de les fogueres i les porten a casa i horts per protegir-los. Aquestes expressions culturals estan profundament arrelades en les comunitats i es perpetuen gràcies a una xarxa d'associacions i institucions locals. El lloc de transmissió més important d'aquest element del patrimoni cultural immaterial és la llar familiar, on els seus membres el conserven viu en la memòria. (UNESCO/BPI) | » |

| « | La festa carnavalesca de Granville -a la qual acudeixen els habitants d'aquesta localitat normanda i de municipis veïns- dura quatre dies i finalitza el mateix Dimarts de Carnaval. Els festejos comencen amb el lliurament de les claus de la ciutat a l'efígie en cartró pedra del Rei del Carnestoltes i comprenen desfilades de carrosses acompanyats per bandes de música. Uns 2.500 "carnavaleros" preparen durant sis mesos unes quaranta carrosses i diverses efígies que es burlen humorísticament d'esdeveniments d'actualitat o critiquen polítics i personatges famosos. Cada "carnavalesc" és membre d'un comitè que representa un barri de la localitat, o a un grup d'amics, companys de feina o famílies. Els serveis de l'administració municipal també fabriquen algunes carrosses i participen en la logística de les celebracions. També s'organitzen balls populars per als diferents grups d'edat i una batalla de confeti a la plaça de l'ajuntament. La festa finalitza amb una "nit d'intrigues" en què els participants disfressats fan broma o passen comptes amb els seus amics i cercles pròxims, amb tota impunitat. Finalment, se sotmet a judici el Rei Carnestoltes i es crema la seva efígie al port marítim. Aquest carnaval de Granville, al qual acudeixen unes 100.000 persones cada any, contribueix a la cohesió dels habitants de la ciutat, conferint-los un sentiment de pertinença a la seva comunitat. Els coneixements i pràctiques vinculats a aquesta festa es transmeten en el si de les famílies i els comitès "carnavalescs". (UNESCO/BPI) | » |